# 데이터바우처
데이터바우처지원사업은 과학기술정보통신부와 한국데이터산업진흥원에서 주관하는 정부지원 사업이다.  
데이터 수요.공급의 생태계를 조성하고 전 산업의 디지털 기반 데이터 활용 활성화 촉진을 위해 데이터 기반 비즈니스 혁신 및 서비스, 
제품 창출이 필요한 기업에게 바우처 형식으로 데이터 구매, 가공 서비스를 지원하는 사업이다.  

데이터바우처지원사업에 대한 내용은 공식 인스타그램, 블로그, 페이스북에서 자세한 내용은 확인할 수 있다.
- 데이터바우처 인스타그램 : https://www.instagram.com/datavoucher/
- 데이터바우처 블로그 : https://blog.naver.com/datavoucher
- 데이터바우처 페이스북 : https://www.facebook.com/DATAVOUCHER/
- 데이터바우처 공식포털:  https://kdata.or.kr/datavoucher/index.do
- 한국데이터산업진흥원 : https://kdata.or.kr/kr/main.do
- 데이터바우처 지원사업 문의처 - ☎ 1833-2246 